# Schlacht am Sit

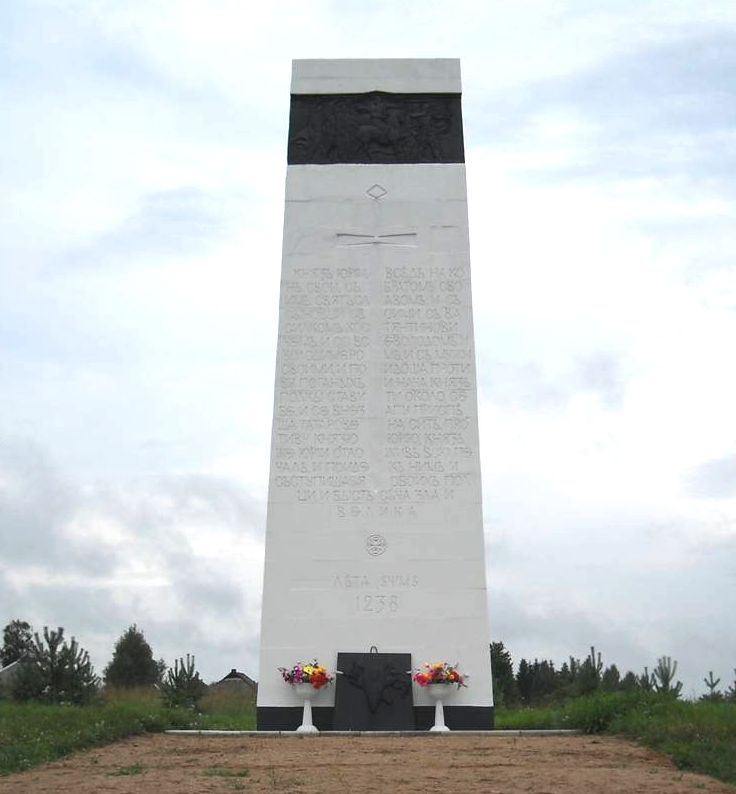
Gedenkstele am Ort der Schlacht

Die Schlacht am Sit (russisch Ситская битва oder Сражение на реке Сить) am 4. März 1238 war eine entscheidende Schlacht während der mongolischen Invasion Russlands.
Ein mongolisches Heer unter Batu Khan schlug am Fluss Sit im westlichen Teil der heutigen Oblast Jaroslawl das Heer des Großfürsten von Wladimir Juri II. vernichtend. Juri fiel in der Schlacht. Die Mongolen hatten zuvor bereits Rjasan erobert, Juris Söhne bei Kolomna geschlagen und Wladimir und Moskau gebrandschatzt. In den folgenden Wochen unterwarf Batus Heer weitere Fürstentümer im Norden der Kiewer Rus, darunter Twer, Jaroslawl, Pereslawl, Galitsch, Kostroma und Koselsk, während Smolensk, Nowgorod und Pskow durch Tributzahlungen eine Invasion verhindern konnten. Im Sommer 1238 zogen sich die Mongolen nach Süden an den Don zurück. Nachfolger Juris als Großfürst von Wladimir wurde sein Bruder Jaroslaw II.
Am wahrscheinlichen Ort der Schlacht beim Dorf Lopatino im Rajon Nekous, etwa 25 Kilometer nordwestlich des Rajonverwaltungszentrums Nowy Nekous, wurde am linken Ufer des Sit eine Gedenkstele errichtet, bei der in jedem Sommer Gedenkveranstaltungen stattfinden.